# العلاقات النيجرية الأمريكية
العلاقات النيجرية الأمريكية هي العلاقات الثنائية التي تجمع بين النيجر والولايات المتحدة.

## مقارنة بين البلدين
هذه مقارنة عامة ومرجعية للدولتين:
| وجه المقارنة                                              | النيجر          | الولايات المتحدة                                                                                                  |
| --------------------------------------------------------- | --------------- | --- |
| المساحة (كم2)                                             | 1.27 مليون      | 9.83 مليون |
| عدد السكان (نسمة)                                         | 21.48 مليون     | 311.58 مليون |
| الكثافة السكانية (ن./كم²)                                 | 16.91           | 31.7 |
| العاصمة                                                   | نيامي           | واشنطن العاصمة |
| اللغة الرسمية                                             | لغة فرنسية      | لغة إنجليزية |
| العملة                                                    | فرنك غرب أفريقي | دولار أمريكي |
| الناتج المحلي الإجمالي (بليون دولار)                      | 8.12 مليار      | 19.39 تريليون |
| الناتج المحلي الإجمالي (تعادل القوة الشرائية) بليون دولار | 19.01 مليار     | 18.04 تريليون |
| الناتج المحلي الإجمالي الاسمي للفرد دولار أمريكي          | 358             | 56.12 ألف |
| الناتج المحلي الإجمالي للفرد دولار أمريكي                 | 938             | 54.63 ألف |
| مؤشر التنمية البشرية                                      | 0.348           | 0.920 |
| رمز المكالمات الدولي                                      | +227            | +1 |
| رمز الإنترنت                                              | .ne             | .us، حكومة، .mil، Edu.                                                                                            |
| المنطقة الزمنية                                           | ت ع م+01:00     | توقيت ساموا الأمريكية، توقيت أطلنطي موحد، منطقة زمنية وسطى، توقيت ألاسكا ‏، المنطقة الزمنية الجبلية، توقيت تشامرو ‏ |

## منظمات دولية مشتركة
يشترك البلدان في عضوية مجموعة من المنظمات الدولية، منها:
| علم المنظمة | اسم المنظمة                               | تاريخ انضمام النيجر | تاريخ انضمام الولايات المتحدة |
| ----------- | ----------------------------------------- | ------------------- | ----------------------------- |
|             | وكالة ضمان الاستثمار متعدد الأطراف        | 10 مايو 2012        | 12 أبريل 1988                 |
|             | الاتحاد الدولي للاتصالات                  | 14 نوفمبر 1960      | 1 يوليو 1908                  |
|             | يونسكو                                    | 10 نوفمبر 1960      | 4 نوفمبر 1946                 |
|             | البنك الإفريقي للتنمية                    | ?                   | ?                             |
|             | الأمم المتحدة                             | 20 سبتمبر 1960      | 24 أكتوبر 1945                |
|             | المركز الدولي لتسوية المنازعات الاستشارية | 14 ديسمبر 1966      | 14 أكتوبر 1966                |
|             | البنك الدولي للإنشاء والتعمير             | 24 أبريل 1963       | 27 ديسمبر 1945                |
|             | مؤسسة التمويل الدولية                     | 7 يناير 1980        | 20 يوليو 1956                 |
|             | منظمة الشرطة الجنائية الدولية             | ?                   | ?                             |
|             | مؤسسة التنمية الدولية                     | 24 أبريل 1963       | 24 سبتمبر 1960                |
|             | الاتحاد البريدي العالمي                   | ?                   | ?                             |
|             | منظمة حظر الأسلحة الكيميائية              | ?                   | ?                             |
|             | الفريق المعني برصد الأرض                  | ?                   | ?                             |
|             | منظمة التجارة العالمية                    | ?                   | ?                             |

## أعلام
هذه قائمة لبعض الشخصيات التي تربطها علاقات بالبلدين:
- مورغان فريمان (ممثل أمريكي، مخرج أفلام وراو، 1 يونيو 1937[25][26][27] – )